# Marie Růžičková
Marie Růžičková (14. prosince 1914 – ???) byla česká a československá politička Komunistické strany Československa a poúnorová poslankyně Národního shromáždění ČSR.

## Biografie
K roku 1954 se profesně uvádí jako průvodčí a řidička Dopravních podniků.
Ve volbách roku 1954 byla zvolena za KSČ do Národního shromáždění ve volebním obvodu Praha-město. V Národním shromáždění zasedala až do konce jeho funkčního období, tedy do voleb v roce 1960.
XII. sjezd KSČ, rozhodl, že jistá Marie Růžičková byla zvolena za člena Ústřední revizní komise KSČ. Ve funkci ji potvrdil XIII. sjezd KSČ, XIV. sjezd KSČ, XV. sjezd KSČ a XVI. sjezd KSČ. V období listopad 1968 – květen 1971 byla členkou Byra pro kontrolní a revizní práci KSČ v českých zemích.